# Cámara de Representantes (Somalilandia)
La Cámara de Representantes (en somalí: Golaha Wakiilada) es la cámara baja que junto a la Cámara de los Ancianos conforma el poder legislativo de la República de Somalilandia.

## Sistema electoral

Las seis regiones de Somalilandia, que también actúan como distritos electorales

Los 82 diputados en la Cámara de Representantes son elegidos en seis distritos electorales de varios miembros colindantes con las regiones de Somalilandia, utilizando las listas abiertas para una representación proporcional por un período de cinco años. Hay un límite constitucional de tres partidos políticos legales a nivel nacional. Los residentes de 15 años o más pueden votar.